# Régiment d'Orléanais (1693-1714)
Pour les articles homonymes, voir régiment d'Orléanais.
Le régiment d'Orléanais, ou régiment d'Orléanois, est un régiment d’infanterie du royaume de France créé en 1693 et licencié en 1714.

## Création et différentes dénominations
- 1er janvier 1693 : création du régiment d'Orléanais
- 7 octobre 1714 : licencié

## Colonels et mestres de camp
- 1er janvier 1693 : René, marquis de Mailly
- 1700 : N., marquis de La Boulaye
- 1709 : Louis Antoine de Brancas, duc de Villars
- 17 septembre 1711 : Marie Joseph de Brancas, marquis d’Oyse, brigadier de cavalerie le 1er février 1719, maréchal de camp le 1er août 1734

## Historique des garnisons, combats et batailles
- 1er janvier 1693 : création par transformation d'un bataillon de garnison en régiment de campagne
- 1693 - 1697 : Flandre
- 1701 : Flandre
- avril 1702 : formation d’un 2e bataillon avec des compagnies de milices provenant de diverses provinces
- 1702 : reprend seul Huy
- Guerre de Succession d'Espagne

15 novembre 1703: bataille de Spire
Moselle, défense de Traërbach ; Rhin, Brisach, y reste en garnison
- 1705 - 1707 : Alpes ; Nice
- 1708 : Rhin, 1708